# Копальня Преставел
Копальня Преставел (Prestavèl) – колишній гірничодобувний майданчик на півночі Італії, за чотири десятки кілометрів на північний схід від Тренто. Відомий передусім катастрофою, що призвела до численних людських жертв. 
Гірничі роботи на горі Преставел почались не пізніше 1528 року з метою видобутку срібла. Втім, повномасштабна розробка родовища стартувала вже у наші часи, в 1934-му, причому тепер вона була сконцентрована на видобутку флюориту. Роботи спершу вели у секторі, оберненому до долини річки Ріо-Гамбіc (Rio Gambìs), при цьому тривалий час продуктивність копальні не перевищувала 30 тон руди на добу. З останньої за допомогою гравіметричного методу отримували продукт із вмістом флюориту 75-85%, який підходив для металургійної галузі.  
Первісно проектом опікувалась Societa Atesina per l’Esplorazione, а в 1944 (за іншими даними – 1941) році копальня перейшла до гіганта італійської хімічної промисловості концерну Montecatini (з 1966-го після злиття з Edison став відомим як Montedison). Наприкінці 1950-х у Montecatini вирішили перейти до продукування флюоритового концентрату чистотою 97-98%, що pробило , його придатним для хімічного виробництва. В межах цього проекту в 1961-му ввели в дію флотаційну збагачувальну фабрику, розраховану на прийом до 200 тонн руди на добу (фактично переробляли біля 150 тонн), при цьому з огляду на її потреби у  великому обсязі води центр діяльності перенесли у сектор, обернений до долини річки Става. Руду на збагачувальний майданчик доправляли канатною дорогою (можливо відзначити, що входи до штолень знаходились на висоті від 1550 до 1787 метрі НРМ, тоді як збагачувальну фабрику звели  на рівні 1420 метрів НРМ). Хвости збагачення розміщували у резервуарі, створеному на схилі за допомогою дамби.
Наприкінці 1960-х на тлі виснаження покладу виробництво почало падати, тому вирішили повторно переробляти вміст хвостосховища. Розроблена технологічна схема потребувала другого ставка, який облаштували вище по схилу від першого, причому з огляду на допоміжний характер проекту дамба не мала гарного зчеплення з горою. Втім, у 1970-му вдалось розвідати нові запаси флюориту, так що друге хвостосховище стали використовувати у звичайному циклі збагачення, а висота його дамби постійно зростала – в 1973-му вона досягнула 10 метрів, а у 1978-му була вже 26 метрів. В цей період Montedison в межах політики виходу з гірничодобувної галузі з 1974-го передала копальню компанії Fluormine, яка спершу знаходилась під контролем державного агентству з управління гірничодобувною промисловістю Ente Gestione Attività Minerarie (EGAM), а потім корпорації ENI.
В 1980-му новим власником копальні стала компанія Prealpi Mineraria, яка перші два роки провадила збагачення руди без застосування флотаційної технології. Втім, потреба підвищити вміст цільового компоненту сприяла повторному запуску флотаційного процесу, що супроводжувалось нарощуванням верхньої дамби ще на 4,5 метра (загальна висота дамб двох хвостосховищ досягнула 50 метрів).
19 липня 1985-го стався прорив спершу верхньої, а потім і нижньої дамб, що призвело до витоку 180 тис м3 пульпи. Сель пройшов по долині Ставе понад 4 кілометри та призвів до загибелі 268 осіб. Ця катастрофа потягнула за собою негайне закриття копальні.